# Przyjaciele Pedanci

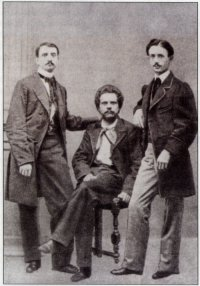
„Przyjaciele Pedanci”: (od lewej) Giuseppe Torquato Gargani, Giosuè Carducci, Giuseppe Chiarini

„Przyjaciele Pedanci” (wł. Società degli Amici pedanti) – nieformalne włoskie stowarzyszenie literackie.
Stowarzyszenie „Przyjaciele Pedanci” zostało założone we Florencji w roku 1856 przez zaprzyjaźnionych literatów: Giuseppe Torquato Garganiego, Giosuè Carducciego, Giuseppe Chiariniego i Ottaviana Targioniego Tozzettiego. Jego głównym celem była walka z romantycznym nurtem poezji włoskiej i obrona estetyki klasycznej. Kiedy w roku 1856 poeta romantyczny Braccio Bracci wydał tomik wierszy Fiori e Spine (Kwiaty i ciernie), poprzedzony pochwalnym listem Francesca Domenica Guerrazziego, Gargani opublikował zjadliwą krytykę Di Braccio Bracci e degli altri poeti nostri odiernissimi, diceria di G.T. Garganiego, a spese degli amici pedanti (O Braccio Braccim i innych naszych poetach czasów najnowszych rozprawa Giuseppe Torquata Garganiego, wydana sumptem „Przyjaciół Pedantów”). Tekst ten wywołał gwałtowną reakcję kręgu romantyków florentyńskich reprezentowanych przez Pietra Fanfaniego i pismo „Il Passatempo”.  
„Przyjaciele Pedanci” w styczniu 1859 roku zaczęli wydawać miesięcznik „Poliziano” poświęcony wyłącznie problematyce literackiej i wspierający tradycję klasyczną. Poza Carduccim i Chiarinim swoje teksty zamieszczali na jego łamach Francesco Donati i Antonio Gussalli. Miesięcznik cieszył się także wsparciem pisarza i polityka Terenzia Mamianiego. Pierwsze dwa numery zawierały szeroko dyskutowany esej Carducciego, w którym dokonał on oceny współczesnej mu literatury włoskiej. Kiedy 27 kwietnia 1859 roku Leopold II musiał opuścić Florencję, „Przyjaciele Pedanci” uznali, że pismo całkowicie oderwane od sytuacji politycznej nie ma już racji bytu. Numer szósty „Poliziano” był zarazem numerem ostatnim. Również samo stowarzyszenie uległo rozwiązaniu, choć jego członkowie podtrzymywali ze sobą kontakty prywatne i zawodowe.